# Gabriel Gudiño
Gabriel Alejandro Gudiño (Porteña, 16 de marzo de 1992) es un futbolista argentino que juega como mediocampista ofensivo.

## Trayectoria

### Comienzos
Se inició en el club de su pueblo natal, Porteña Asociación Cultural y Deportiva donde debutó en primera a los 15 años, conformó la plantilla de la selección de fútbol de Córdoba. Participó en el Torneo Federal B con Tiro Federal de Morteros y Club Atlético Las Palmas siendo titular en ambos equipos.
Tuvo un muy buen paso por el 9 de Morteros en el federal A 2015, clasificando a la reválida y luego a la fase por eliminación. 

### Deportivo Libertad
Fue titular en la campaña del Club Deportivo Libertad tanto en la fase de grupos como en los play off alcanzando las semifinales del ascenso a la Primera B Nacional, siendo uno de los goleadores del Torneo Federal A 2016 junto a su compañero Matías Zbrun.

### Atlético de Rafaela
Luego de la temporada en Club Deportivo Libertad pasa a integrar la plantilla 2016 del club Atlético Rafaela para disputar el Campeonato de Primera División 2016-17 (Argentina), debutando en la Copa de la provincia de Santa Fe convirtiendo el primer gol del partido.
Por la fecha 5 del torneo de primera división del fútbol argentino convierte su primer gol de manera oficial enfrentando al club San Lorenzo de Almagro. Nuevamente en el siguiente partido del torneo por la fecha 6 abre el marcador ante Racing Club y colabora en el segundo gol tirando un centro preciso para la aparición por el segundo palo de Borgnino donde su equipo termina ganando 3 a 2.
Vuelve al gol en la 9 fecha enfrentando a Club Atlético Banfield de visitante tras una muy buena jugada individual disparando un violento surdazo al segundo palo de Hilario Navarro.
Por la fecha 11 del torneo local abre el marcador enfrente al Club Atlético San Martín (San Juan) donde su club termina a favor de 3 a 0 convirtiéndose uno de los goleadores del torneo de Primera División de Argentina.
El cordobés se adaptó rápidamente al máximo nivel y terminó siendo una de las revelaciones, además de ser el goleador de la Crema con 4 goles.
Finalizó la primera parte del torneo 2016-17 y empezó rápidamente a tomar fuerzas en algunos clubes locales e internacionales para reforzar sus planteles, el volante milita en Atlético Rafaela, club con el que tiene dos años más de contrato (2018) cuya cláusula de rescisión es de 1.500.000 de dólares.
Después de tantas idas y vueltas en el mercado de verano por intereses de Club Atlético Rosario Central, Club Atlético San Lorenzo de Almagro, Colón, Rafaela decide retenerlo hasta junio del 2017.
En marzo arranca la fecha número 15 de la segunda etapa del torneo 2016-17 donde anota en la fecha 16 a Arsenal Fútbol Club y en la siguiente (fecha 17) vuelve a convertir de cabeza frente de Estudiantes de La Plata convirtiéndose en el top 5 de volantes goleadores del fútbol argentino.
Por la fecha 22 del torneo local, marca el segundo gol que le da la victoria 2 a 1 a su equipo VS Club Olimpo que ambos se juegan el descenso transformándose en la figura del partido y así llega a 8 goles siendo uno de los volantes más goleadores del campeonato.
Lamentablemente, desciende sin jugar antes del encuentro frente a Quilmes, al conocerse la victoria de Temperley al día anterior. Salió a jugar con honor y fue un empate 1-1 (resultado que condenó también a Quilmes al descenso), partido plagado de polémicas en el que Gabriel convierte un tanto de penal.

### San Lorenzo
El 18 de julio de 2017, es anunciado como nuevo refuerzo de San Lorenzo de Almagro firmando un contrato de cuatro años abonando un traspaso de $1.700.000 dólares.
Tuvo su debut en un amistoso en el Estadio Pedro Bidegain frente al Club Atlético Peñarol entrando a los últimos 15 minutos del encuentro dando en un lapso de 9 minutos una asistencia a Nicolás Reniero para marcar el 1 a 0 y convirtiendo el segundo tanto con un fuerte zurdazo, San Lorenzo lo ganó 3 a 0.
Su primer encuentro de manera oficial fue por Copa Libertadores 2017 por octavos de final enfrentando al Emelec, la serie se define en los 11 pasos logrando patear y meter su respectivo penal con una muy buena definición. Su equipo logra pasar a la siguiente fase.
En la ida de la primera fase de la Copa Sudamericana 2018 logra marcar un gol de rebote en el primer tiempo ante el Clube Atlético Mineiro.
En enero de 2019, es cedido a préstamo a Belgrano por un año y con opción de compra.

### Belgrano
En Belgrano jugó 8 partidos oficiales y no convirtió goles. Finalizada la primera mitad del año, el club le comunicó que no sería tenido en cuenta y le rescindió el préstamo. Tiempo después, el jugador declaró: "Me hubiera gustado jugar en Talleres", cabo recordar que ambos equipos cordobeses, se disputaron el pase del jugador a inicios de 2019.

Con  contrato vigente, regresó a San Lorenzo que rápidamente consiguió un nuevo préstamo con Cultural y Deportiva Leonesa de la Tercera División del fútbol de España.

### Cultural Leonesa
En la temporada 2019/20, tuvo un gran rendimiento en el torneo peleando el ascenso a la Segunda División de España llegando a cuartos de final por el segundo ascenso. Asimismo participó de la Copa del Rey en donde su equipo venció en dieciseisavos de final al Atlético de Madrid (igualando 1 a 1 en los 90 minutos y en ganando en la prórroga con una asistencia suya para el 2 a 1 definitivo); y llegó a los octavos de final, serie en la que fue eliminado por Valencia CF.

Pese al buen rendimiento finalizada la temporada, a mediados de 2020, el club no hizo uso de la opción y-con contrato vigente- retornó a San Lorenzo. 

Sin ser tenido en cuenta por el entrenador Mariano Soso, permaneció seis meses apartado del plantel principal. En enero de 2021 y con seis meses de vigencia del contrato, llegó a un acuerdo con el club San Lorenzo y rescindió su contrato.

### Patronato
Tras quedar en libertad de acción y con el pase en su poder, firmó para la temporada 2021 en Patronato siendo anunicado como refuerzo, el 16 de enero de 2021, en la página oficial del club.

En el "Patrón" permaneció un año y medio, y disputó cuarenta y cuatro (44) partidos y convirtió cinco (5) goles.

### Huracán
En junio de 2022, es adquirido por Huracán, firmando contrato por un año y medio, club en el que permanece en la actualidad, habiendo disputado veinticinco partidos, con cuatro goles (25 - 4).

### Platense
En agosto de 2023, luego de rescindir con Huracán, fichó por Platense, donde firmó contrato hasta el 31 de diciembre de 2024.

### Sarmiento
Llega con el pase en su poder, firmó por dos años. Convirtió un gol en el partido de la liga contra Estudiantes de La Plata

## Estadísticas

### Clubes
| Club                          | Temporada           | Div.                | Liga | Liga | Copas* | Copas* | Copa Internacional | Copa Internacional | Total | Total |
| Club                          | Temporada           | Div.                | PJ   | G    | PJ     | G      | PJ                 | G                  | PJ    | G     |
| ----------------------------- | ------------------- | ------------------- | ---- | ---- | ------ | ------ | ------------------ | ------------------ | ----- | ----- |
| Tiro Federal (M) Argentina    |                     |                     |      |      |        |        |                    |                    |       |       |
| 2012                          | 4.ª                 | 18                  | 8    | -    | -      | -      | -                  | ?                  | ?     |       |
| 2013                          | 4.ª                 | 16                  | 5    | -    | -      | -      | -                  | ?                  | ?     |       |
| 2014                          | 4.ª                 | 21                  | 9    | -    | -      | -      | -                  | ?                  | ?     |       |
| Total                         | Total               | 55                  | 22   | -    | -      | -      | -                  | 36                 | 8     |       |
| Las Palmas Argentina          | 2014                | 4.ª                 | 11   | 3    | -      | -      | -                  | -                  | 8     | 1     |
| Las Palmas Argentina          | Total               | Total               | 11   | 3    | -      | -      | -                  | -                  | 8     | 1     |
| 9 de Julio Morteros Argentina | 2015                | 3.ª                 | 28   | 9    | -      | -      | -                  | -                  | 28    | 4     |
| 9 de Julio Morteros Argentina | Total               | Total               | 28   | 9    | -      | -      | -                  | -                  | 28    | 4     |
| Libertad Argentina            | 2016                | 3.ª                 | 17   | 12   | -      | -      | -                  | -                  | 17    | 9     |
| Libertad Argentina            | Total               | Total               | 17   | 12   | -      | -      | -                  | -                  | 17    | 9     |
| Atlético de Rafaela Argentina | 2016-17             | 1.ª                 | 26   | 10   | 3      | 3      | -                  | -                  | 29    | 11    |
| Atlético de Rafaela Argentina | Total               | Total               | 26   | 10   | 3      | 3      | -                  | -                  | 29    | 11    |
| San Lorenzo Argentina         | 2017-18             | 1.ª                 | 21   | 4    | 2      | 0      | 5                  | 2                  | 27    | 3     |
| San Lorenzo Argentina         | 2018-19             | 1.ª                 | 7    | 3    | 1      | 0      | 4                  | 1                  | 7     | 0     |
| San Lorenzo Argentina         | Total               | Total               | 28   | 7    | 3      | 0      | 9                  | 3                  | 34    | 3     |
| Belgrano Argentina            | 2018-19             | 1.ª                 | 7    | 1    | 1      | 0      | -                  | -                  | 8     | 0     |
| Belgrano Argentina            | Total               | Total               | 7    | 1    | 1      | 0      | -                  | -                  | 8     | 0     |
| Cultural Leonesa · España     | 2019-20             | 3.ª                 | 22   | 8    | 3      | 0      | -                  | -                  | 25    | 4     |
| Cultural Leonesa · España     | Total               | Total               | 22   | 8    | 3      | 0      | -                  | -                  | 25    | 4     |
| Patronato Argentina           | 2021                | 1.ª                 | 21   | 7    | 9      | 2      | -                  | -                  | 30    | 2     |
| Patronato Argentina           | 2022                | 1.ª                 | 10   | 4    | 12     | 1      | -                  | -                  | 12    | 1     |
| Patronato Argentina           | Total               | Total               | 31   | 11   | 21     | 3      | -                  | -                  | 42    | 3     |
| Total en su carrera           | Total en su carrera | Total en su carrera | 225  | 83   | 26     | 6      | 9                  | 4                  | 224   | 44    |

 Actualizado al último partido jugado el 3 de mayo de 2022.
- (*)  Incluye Copa Argentina y Copa Santa Fe